# V-Rally 3
V-Rally 3 — відеогра в жанрі аркадного симулятора ралі, продовження V-Rally 2, розроблена Eden Games, і видана в 2002 році. Гра зосереджена на унікальному режимі кар'єри, де гравець бере участь в численних автомобільних пергонах впродовж кількох сезонів, щоб врешті стати чемпіоном.

## Ігровий процес
Гра має три режими: «Швидка Гонка» (пошкодження тільки зовнішні), режим «Кар'єра» (пошкодження повні, основною є нескінченний режим) і «Виклик» (траси вкорочені, пошкодження повні). Для відкриття всіх 4-х додаткових машин потрібно перемогти в чемпіонаті 1.6L і 2.0L, перемогти в режимі «Виклик» і встановити нові рекорди на всіх 48-ми ділянках.
При отримуваних пошкодженнях тріскаються фари і скло, мнеться кузов (а також покривається пилом, снігом і брудом), відлітають бампери, є загроза позбутися будь-якого колеса і в будь-якій кількості, що помітно позначається на поведінці автомобіля. Система автоповернення не дає далеко виїхати, але можна і розбитися, впавши з високого схилу.
У грі доступно 6 країн: (Англія, Африка, Німеччина, Фінляндія, Франція, Швеція), на кожній по 8 ділянок (4 з яких є зворотними, але вже з іншим часом доби і погодою).

### Автомобілі в грі
1.6 L
- MGZR EX 258
- Peugeot 206 1.6L
- Ford Puma
- Renault Clio
- Opel Corsa
- Volkswagen Polo
- Fiat Punto
- Citroën Saxo

2.O L
- Ford Focus RS
- Hyundai Accent
- Mitsubishi Lancer Evolution VII
- Seat Cordoba Telefonica
- Toyota Corolla
- Citroën Xsara
- Subaru Impreza 2001
- Peugeot 206 2.0L

Бонусні автомобілі
- Mitsubishi Lancer Evo VI WRC 1999
- Subaru Impreza 1999 WRC 1999
- Seat Cordobba Repsol WRC 2000
- Toyota Corolla V-Rally версия